# Umweltpsychologie
Die Umweltpsychologie (auch: ökologische Psychologie) ist eine relativ junge Disziplin der Psychologie mit starken interdisziplinären Forschungs- und Anwendungscharakteristika. Sie befasst sich mit Mensch-Umwelt-Wechselwirkungen, den Einflüssen der Umwelt auf den Menschen und sein Verhalten sowie den Handlungen des Menschen gegenüber der Umwelt. Die Umwelt wirkt sich auf das Erleben, Verhalten und die Gesundheit des Menschen aus. Der Mensch gestaltet und beeinflusst die Umwelt in Abhängigkeit von seinem Erleben und Verhalten.
Dabei ist der Umweltbegriff breit gefasst von der natürlichen Umwelt bis zu soziokulturellen Umwelten wie Siedlungen und soziale Gruppen. Verhältnismäßig neue Themen in diesem Bereich sind Globalisierung und Nachhaltige Entwicklung.

## Begriffsbestimmungen
Neben der Erforschung der Mensch-Umwelt-Beziehung befasst sich die Umweltpsychologie auch speziell mit psychologischen Aspekten des Umweltschutzes. Außer dem Begriff Umweltpsychologie werden Ökologische Psychologie bzw. Ökopsychologie als Synonyme verwendet.
So bildet die wissenschaftliche Untersuchung von Zusammenhängen (kausaler und korrelativer Art) zwischen Variablen der Umwelt und dem Erleben und Verhalten der in ihr lebenden Menschen den Mittelpunkt umweltpsychologischen Forschungsinteresses. Themen wie Umweltverschmutzung oder Umweltbewusstsein stellen anwendungsbezogene Teilbereiche, jedoch nicht das ausschließliche oder primäre Gebiet umweltpsychologischer Forschung dar. Eine wissenschaftlich betriebene Umweltpsychologie ist für die Weiterentwicklung theoretischer Modelle der Wirkungszusammenhänge von Mensch-Umwelt-Beziehungen zuständig, hat jedoch darüber hinaus auch etliche praxisnahe Probleme zu bewältigen – hier ergeben sich reiche Betätigungsmöglichkeiten für Psychologen und Absolventen anderer Studiengänge.
Das Ziel von umweltpsychologischer Forschung ist es sowohl die Natur als auch die menschliche Lebensqualität zu bewahren. Zudem ist die Vorbereitung der menschlichen Gesellschaft auf künftige Herausforderungen wie den Klimawandel oder den Verlust von Biodiversität in der Umweltpsychologie zentral.

### Umweltbegriff
Der Umweltbegriff wurde von Jakob Johann von Uexküll in die Wissenschaft eingeführt. Umwelt umfasst sowohl die „Innenwelt“ als auch die „Außenwelt“ und deren wechselseitige planmäßige Anpassung aneinander. Für Uexküll ist Umwelt ein System, das aus den Beziehungen zwischen Subjekt und Umwelt gebildet wird.
Diesem eng gefassten Begriff steht die gegenwärtig geläufigere, weiter gefasste Definition von Umwelt gegenüber:
Umwelt ist die Gesamtheit aller Prozesse und Räume, in denen sich die Wechselwirkung zwischen Natur und Zivilisation abspielt.
Auf dieser Grundlage entstand auch die Umweltwissenschaft. Die Wechselwirkungen zwischen Mensch und Umwelt stellen ein komplexes System dar. Um ein Verständnis für die Umweltpsychologie zu erreichen, sind folgende Begriffe ebenfalls von Bedeutung:
- Natur – Unter Natur versteht man in diesem Zusammenhang alle anorganischen und organischen Erscheinungen, die ohne Zutun des Menschen existieren bzw. sich entwickeln.
- Kultur – Durch seine geistigen Fähigkeiten hat der Mensch große Möglichkeiten in die Natur einzugreifen und diese zu verändern. Durch seine Fähigkeiten (handwerklich & geistig) und Leistungen (künstlerisch & technisch) gestaltet er seine natürlichen Bedingungen und schafft „Kultur“.
- Zivilisation – ist die Gesamtheit und Stärke der Veränderungen und Verbesserungen sozialer und materieller Lebensbedingungen, die durch wissenschaftlichen und technischen Fortschritt erzielt werden.

Der Mensch ist einerseits ein Geschöpf der Natur, andererseits auch ein Produkt seiner selbst hervorgebrachten Kultur und Zivilisation.
In diesem Brennpunkt hat der Mediziner und Psychologe Willy Hellpach bereits am Anfang des 20. Jahrhunderts von den „Drei Umwelten“ des Menschen gesprochen und hat die Formulierung Psychologie der Umwelt geprägt:
„Alle Einwirkungen, die der Mensch von seinesgleichen erfährt, werden als mitseelische zusammengefasst und bilden den Inhalt der Sozialpsychologie... Aus dieser Gemeinschaft in steter Wechselwirkung mit dem Einzelnen entfaltet sich eine Fülle von überdauernden Schöpfungen, die wir im engeren Sinne als Zivilisation, in einem weiteren als Kultur bezeichnen ... wir verstehen unter Zivilisation wesentlich die Herrschaft über Naturschätze und Naturkräfte, deren planvolle Ausbeutung und Verwertung, unter Kultur dagegen die geistigen Wertordnungen (und ihre äußerlichen Niederschläge, wie Bauten, Gesetze und Druckwerke) ... Beide, Zivilisation und Kultur, setzen eine weitgehende und immer weiter ausgreifende Unterwerfung und Umwandlung der urtümlichen Natur voraus, derjenigen um uns wie derjenigen in uns. Trotzdem ist die Natur in ungeheurer Ausdehnung unangreifbar, in uns wie um uns. Sie fordert, von innen oder von außen her, immer wieder ihr recht ... Die Natur um uns bildet also den dritten Umweltkreis, in dem wir eingeschlossen bleiben und der, insbesondere auf die Natur in uns, seine Einwirkungen geltend macht. Körper und Seele in ihrer natürlichen Gegebenheit, als Erbgut also, wie in ihrer Gemeinschaftsbedingtheit, Zivilisiertheit und Kultiviertheit, stehen jeden Augenblick unter solchen Natureinwirkungen, bewusst und (noch viel mehr) unbewusst.“
Im Mittelpunkt der Umweltpsychologie stehen also die Wechselwirkungen zwischen Menschen und der sie umgebenden physischen Umwelt. Diese zeigen sich darin, dass die Menschen in ihrem Handeln sowohl stark von ihrer Umwelt beeinflusst werden, aber auch auf diese zurückwirken, indem sie die Umwelt an ihre Bedürfnisse anpassen. Hinzu kommt, dass aus Sicht der Umweltpsychologie die Umwelt immer in Relation zu den Menschen gesehen werden muss, dass die beiden Aspekte nicht losgelöst voneinander betrachtet werden können.
Eine weitere Kategorisierung des Umweltbegriffs ist jene in natürliche und gebaute Umwelten, wobei zweitere als vom Menschen gestaltet angesehen werden, während erstere ohne menschlichen Einfluss geschaffene Umwelten meinen. Vor dem Hintergrund dieser Differenzierung des Umweltbegriffs unterscheidet Antje Flade zwei Fachrichtungen der Umweltpsychologie die Naturpsychologie und die Architekturpsychologie.

## Geschichtliche Entwicklung
Das erste Handbuch zum Thema Umweltpsychologie erschien 1987 im angloamerikanischen Sprachraum unter dem Namen Handbook of Environmental Psychology von Altman und Stokols. Im deutschen Sprachraum konstituierte sich die Umweltpsychologie auf dem Salzburger Kongress der Deutschen Gesellschaft für Psychologie 1974. Das erste deutschsprachige Handbuch zum Thema Umweltpsychologie trägt noch den Namen Ökologische Psychologie und erschien im Jahr 1990 von Kruse, Graumann und Lantermann.
Die erste Fachgruppe für Umweltpsychologie wurde 1994 von Gerhard Kaminski und Lenelis Kruse auf dem Kongress der Deutschen Gesellschaft für Psychologie in Hamburg angeregt. Dies gilt als Beginn der Verständigung zwischen Architekten und Psychologen.

## Fragestellungen
Die Umweltpsychologie beschäftigt sich unter anderem mit den Fragestellungen:
- Umweltwahrnehmung, -beurteilung und -bewertung,
- Umweltplanung und -gestaltung (auch für definierte Nutzergruppen),
- raumbezogenes Verhalten und Mobilität,
- Umweltstressoren (z. B. Lärm, Hitze, Gerüche),
- soziale Konflikte beim Umgang mit knappen Ressourcen,
- Umweltbewusstsein und umweltschützendes Verhalten,
- Vermittlung bei umweltbezogenen Konflikten (Mediation).

Um den Aufgabenbereich der Umweltpsychologie zu verdeutlichen, seien ein paar Beispiele für Fragestellungen aufgeführt, wie sie sich in umweltpsychologischer Forschung finden:
- Reichen physikalische Angaben aus, um die Wirkungen von Schall als Lärm auf Menschen zu beschreiben? In welchem Verhältnis stehen Reizgrößen zur psychologischen Reaktion (Empfindung, Beurteilung etc.)?
- Wirkt sich die architektonische Gestaltung von Siedlungen auf das Verhalten der Menschen aus?

Fragestellungen, die insbesondere im Bereich der amerikanischen environmental psychology behandelt werden:
- Was bedeutet ökologisch bewusstes Handeln in einer komplexer werdenden Wirklichkeit angesichts begrenzter Erfahrbarkeit, Bewertbarkeit, Verkraftbarkeit und Handlungsfähigkeit? Welches Naturverhältnis des Menschen lässt sich daraus ableiten und welche umweltpsychologischen Förderstrategien können als konstruktive Antwort hierauf gefunden werden?
- Wie kam es, dass der Bezug des Menschen zum Erhalt unserer Natur (dem Ökosystem) so beeinträchtigt wurde, so dass immer mehr ökologische Krisen auf der Erde und damit den Menschen drohen? Wie kann die Ökopsychologie das Bewusstsein zum Erhalt unserer natürlichen Lebensgrundlagen fördern?

Im Kontext umweltpsychologischer Fragestellungen wird wegen der Themenbandbreite dieses Feldes unter anderem diskutiert, ob eine Differenzierung in verschiedene Forschungsbereiche sinnvoll sein könnte. Als Beispiele werden hier unter anderem Mensch-Natur Beziehungen, städtisches Leben und umweltbewusstes, ressourcenschonendes Verhalten als potentiell eigenständige Forschungsfelder im Rahmen der Umweltpsychologie genannt. Für künftige umweltpsychologische Forschungsfragen nimmt der Umstand, wie das Verhältnis von menschlicher Lebensqualität zu nachhaltigem Verhalten aussehen sollte an Relevanz zu.

## Grundlegende Theorien
Abhängig von der zu untersuchenden Forschungsfrage gibt es unterschiedliche theoretische Ansätze und Modelle im Kontext der Umweltpsychologie. Robert Gifford nennt in diesem Kontext unter anderem Stimulationstheorien und Kontrolltheorien.

### Stimulationstheorien
Bei dieser Art von Theorien steht das Erleben der Umwelt im Fokus. Es geht beispielsweise darum, welche Emotionen verschiedene Stimuli in der Umwelt in Menschen auslösen, wie sie ästhetisch eingeschätzt werden oder in welchen Erregungszustand sie jemanden versetzen. Fällt eine Reaktion negativ aus, erwartet man abweisendes- oder Fluchtverhalten, bei einer positiven Reaktion hingegen Zuwendung.

### Kontrolltheorien
Bei Kontrolltheorien stehen Verhalten im Raum und soziale Kontakte im Zentrum. Hierbei geht es um die Fähigkeit einer Person mit ihrer Umwelt umzugehen was unter anderem umfasst, dass eine Person private Grenzen für sich selbst absteckt, wobei auch territoriale Verhaltensweisen in diesen Theorien mitgedacht werden. Im Kern geht es darum, die Lebensumwelt nach eigenen Ansichten verändern und gestalten zu können, was auch als Umweltaneignung bezeichnet wird.

### Aufmerksamkeits-Erholungs-Theorie
Die Aufmerksamkeits-Erholungs-Theorie (engl. Attention Restoration Theory) von Kaplan und Kaplan (1989) geht davon aus, dass Personen im Anschluss einer Tätigkeit, in der sie besonders ihre direkte Aufmerksamkeit gefordert haben, einen Zustand der „mentalen Erschöpfung“ erreichen. Darauf aufbauend wird die Fähigkeit von Umgebungen mit „softer“ Faszination postuliert, Menschen bei der Erholung von mentaler Erschöpfung unterstützen zu können. Vor allem natürliche Umgebungen (z. B. Wälder, Wiesen oder Seenlandschaften) bieten eine Reihe von Reizen (z. B. Wolken oder Tiere) die beim Betrachter eine Faszination auslösen. Die Betrachtung dieser faszinierenden Reize bedarf keiner mentalen Anstrengung, sondern es wird viel mehr die sogenannte indirekte Aufmerksamkeit verwendet. Dieser Tausch von der Verwendung von direkter Aufmerksamkeit hinzu indirekter Aufmerksamkeit fördert laut Kaplan und Kaplan die Erholung von mentaler Erschöpfung.

### Erregungstheorie
Die Erregungstheorie bezieht sich auf die Motivation des Menschen und entstand im Bereich der Motivationsforschung. Sie legt nahe, dass Menschen versuchen, ein für sie optimales Erregungsniveau aufrechtzuerhalten, indem sie je nach Bedarf aktivierende oder beruhigende Handlungen ausführen. Menschen mit einem hohen Erregungsniveau suchen daher oft gezielt nach entspannenden Tätigkeiten.

### Konstruktive Ebenentheorie
In der Sozialpsychologie wird mit dieser Theorie der Zusammenhang zwischen der psychologischen Distanz zu einem Objekt und dem Grad der Abstraktion im Denken erklärt. Psychologische Distanz umfasst räumliche, zeitliche und soziale Entfernungen, während mentale Abstraktion eine Reduktion von Details bedeutet. Mit wachsender Distanz denken Menschen abstrakter über ein Objekt, während bei geringer Distanz konkrete Details betont werden.

### Adoptionstheorie
Das Adoptionsmodell von Helson (1964) beschreibt, dass Menschen ihre Umwelt basierend auf früheren Erfahrungen beurteilen. Diese Theorie lässt sich auch auf die Ansiedlung von Unternehmen übertragen: Bewohner, die wiederholt mit negativen Auswirkungen wie Lärm und erhöhtem Verkehrsaufkommen konfrontiert wurden, stehen einer neuen Ansiedlung möglicherweise skeptischer gegenüber. Positive Erfahrungen hingegen, wie der Ausbau von Infrastruktur, können die Einstellung verbessern.

### Modell der Wohlfahrtsdispositionen
Dieses Modell beschreibt vier mögliche Zustände, die aus dem Zusammenspiel von objektiven Lebensbedingungen und subjektivem Wohlbefinden entstehen. Well-Being kennzeichnet den günstigsten Zustand mit positiven Lebensbedingungen und Wohlbefinden. Deprivation beschreibt einen Zustand, in dem sowohl die objektiven Lebensbedingungen als auch das subjektive Wohlbefinden schlecht sind. Ein Dissonanzzustand, auch Unzufriedenheitsdilemma genannt, tritt auf, wenn gute Lebensbedingungen als unbefriedigend empfunden werden. Umgekehrt beschreibt die Adaption ein „Zufriedenheitsparadoxon“, bei dem das Wohlbefinden trotz schlechter Lebensbedingungen positiv ist. Bei einer Unternehmensansiedlung könnten Bewohner objektiv gute Lebensumstände haben, subjektiv aber dennoch eine Verschlechterung empfinden und dadurch in ein Unzufriedenheitsdilemma geraten.

### Theorien der Identifikation und Bindung mit Orten
Canter (1977) beschrieb, dass das menschliche Gehirn Informationen über Orte abspeichert: ihren Standort, die dort stattfindenden Ereignisse und die Menschen, die sich dort aufhalten. Orte werden so zu „Einheiten der Umwelterfahrung“. Die Theorie der Ortsidentifikation beschreibt das Gefühl der Verbundenheit mit einem Ort. Menschen entwickeln unterschiedliche Stufen der Bindung und Identifikation mit Orten, abhängig von ihren Erfahrungen und der Umgebung.

### Theorie der Umweltbelastungen
Nach Cohen (1978) besitzen Menschen eine begrenzte Fähigkeit, Umwelteinflüsse im zentralen Nervensystem zu verarbeiten. Sind sie vielen Reizen gleichzeitig ausgesetzt, kann es zu einer Überlastung kommen. Ein Beispiel ist das gleichzeitige Konsumieren von Medien bei gleichzeitigen Hintergrundgeräuschen und Umweltstressoren wie Hitze und Lärm. Diese Ansammlung von Belastungen kann zu einer mentalen Überlastung führen.

### Umweltstresstheorie
Die Umweltstresstheorie untersucht die individuellen Reaktionen auf negative Umweltstressoren wie Lärm, Luftverschmutzung oder unangenehme Gerüche, die körperliche und psychische Gesundheit, Verhalten und Stimmung beeinflussen. Menschen entwickeln Bewältigungsstrategien, um den Stress zu mindern. Dabei reagieren sie zunächst mit einer Alarmbereitschaft, bevor sie gezielt versuchen, den Stress abzubauen. Länger anhaltender Stress führt jedoch zur Erschöpfung, einer verringerten Stressbewältigungsfähigkeit und kann schließlich zu psychischen und physischen Beschwerden führen. Eine neue Betriebsansiedlung könnte ebenfalls solche Stressoren mit sich bringen.

## Methoden
Umweltpsychologie zeichnet sich durch den Anspruch zur Interdisziplinarität aus, der sich aus der Erkenntnis ergibt, dass die menschliche Umwelt in ihrer hohen Komplexität einer vielschichtigen Herangehensweise bedarf. Es wird deshalb stets die Zusammenarbeit mit Ingenieuren, Naturwissenschaftlern, Ökonomen, Soziologen, Politologen und anderen Fachleuten gesucht.
Umweltpsychologie als Wissenschaft ist – größtenteils – problemorientiert und nicht theorieorientiert. Das heißt: Es existieren nur wenige umweltpsychologische Theorien, und zur Lösung konkreter Probleme greift die Umweltpsychologie auf Theorien und Erkenntnisse aller psychologischen Disziplinen zurück. Für eine Verbesserung des betrieblichen Umweltschutzes spielt beispielsweise Wissen aus der Kognitions-, Sozial-, Arbeits-, Organisations- und der Werbepsychologie eine Rolle. Die Ansätze beispielsweise von Hellpach über die Einflüsse von Wetter, Klima, Boden und Landschaft wurden bisher kaum aufgegriffen.
Dem Thema Umweltschutz im weitesten Sinne kommt innerhalb der Umweltpsychologie eine zentrale Rolle zu. Das Wissen von Psychologen als Fachleuten für menschliches Verhalten ist in Bezug auf den Umweltschutz immer dann gefragt, wenn es darum geht zu verstehen, warum Menschen wider besseres Wissen ihre Lebensgrundlage zerstören, den Zusammenhang zwischen Umweltbewusstsein und Umwelthandeln nachzuvollziehen, Menschen zu umweltgerechterem Verhalten zu bewegen und die Kommunikation zwischen Menschen zu verbessern. Als weitgehend eigener Bereich hat sich seit den 1970er Jahren die Umweltschutzpsychologie etabliert, die umweltverantwortliches Verhalten erforscht.